# Yangjiao, Guangdong
Yangjiao (kinesiska: 羊角) är en köping i sydöstra Kina. Den ligger i stadsdistriktet Maonan i staden Maoming i provinsen Guangdong, omkring 280 kilometer sydväst om provinshuvudstaden Guangzhou. Antalet invånare är 120 390. Befolkningen består av 58 614 kvinnor och 61 776 män. Barn under 15 år utgör 25,0 %, vuxna 15-64 år 67 %, och äldre över 65 år 7,0 %.